# Tournon (Savoie)
Pour les articles homonymes, voir Tournon.
Tournon est une commune française située dans le département de la Savoie, en région Auvergne-Rhône-Alpes.

## Géographie
La commune de Tournon est située dans la combe de Savoie en rive droite de l'Isère, au sud-ouest d'Albertville.

### Communes limitrophes

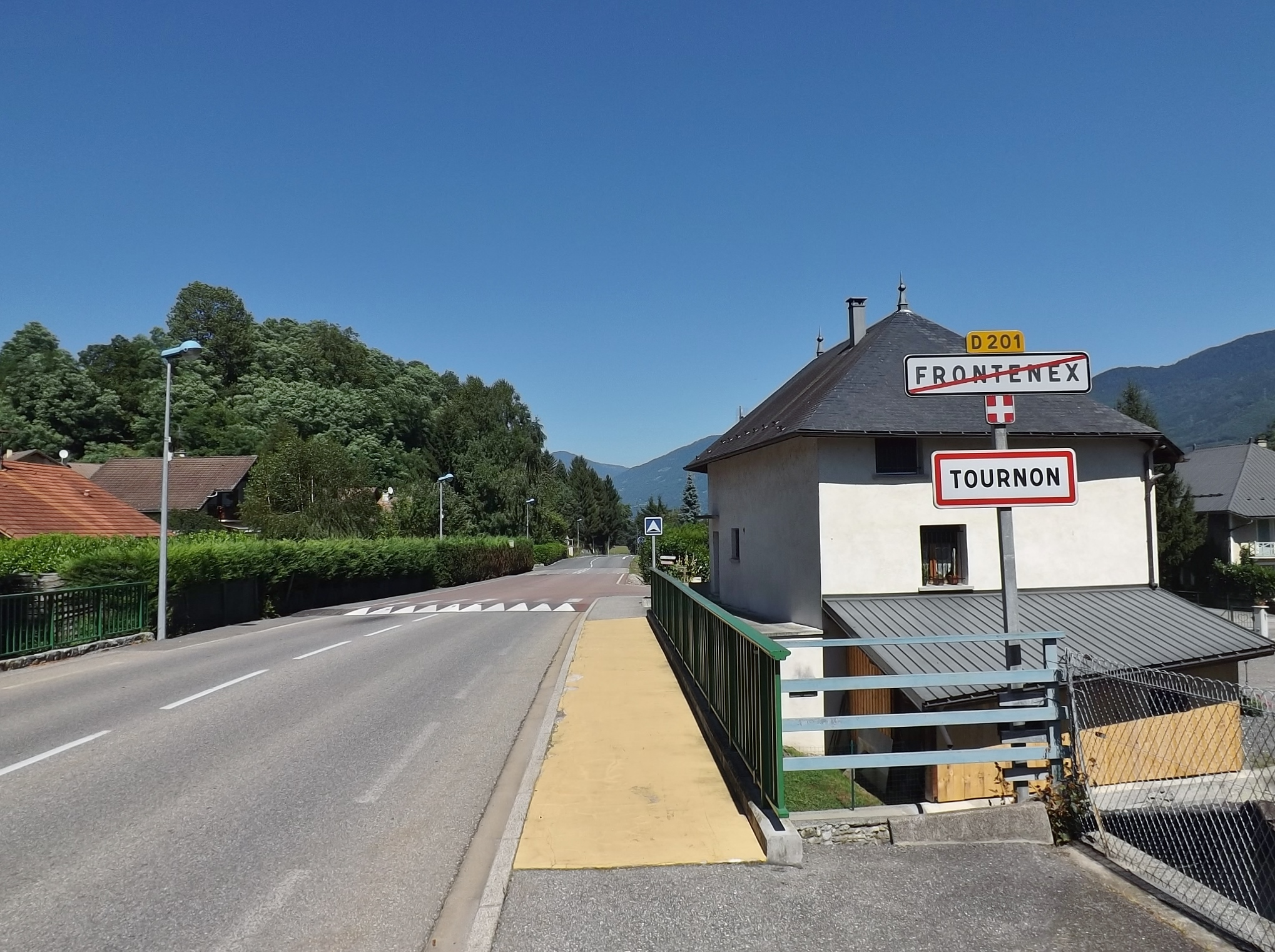
Frontenex est limitrophe de Tournon.

La commune de Tournon est limitrophe de quatre communes que sont Frontenex, Verrens-Arvey, Gilly-sur-Isère et Sainte-Hélène-sur-Isère.
| Frontenex | Verrens-Arvey            | Gilly-sur-Isère          |
| Frontenex | Tournon                  | Gilly-sur-Isère          |
| Frontenex | Notre-Dame-des-Millières | Notre-Dame-des-Millières |

## Urbanisme

### Typologie
Au 1er janvier 2024, Tournon est catégorisée ceinture urbaine, selon la nouvelle grille communale de densité à sept niveaux définie par l'Insee en 2022.
Elle appartient à l'unité urbaine d'Albertville, une agglomération intra-départementale regroupant 17  communes, dont elle est une commune de la banlieue,,. Par ailleurs la commune fait partie de l'aire d'attraction d'Albertville, dont elle est une commune de la couronne,. Cette aire, qui regroupe 30 communes, est catégorisée dans les aires de 50 000 à moins de 200 000 habitants,.

### Occupation des sols
L'occupation des sols de la commune, telle qu'elle ressort de la base de données européenne d’occupation biophysique des sols Corine Land Cover (CLC), est marquée par l'importance des territoires agricoles (58,2 % en 2018), en diminution par rapport à 1990 (60,1 %). La répartition détaillée en 2018 est la suivante : 
zones agricoles hétérogènes (33,3 %), terres arables (24,9 %), forêts (17,2 %), zones industrielles ou commerciales et réseaux de communication (12,9 %), eaux continentales (9,8 %), zones urbanisées (2 %).
L'IGN met par ailleurs à disposition un outil en ligne permettant de comparer l’évolution dans le temps de l’occupation des sols de la commune (ou de territoires à des échelles différentes). Plusieurs époques sont accessibles sous forme de cartes ou photos aériennes : la carte de Cassini (XVIIIe siècle), la carte d'état-major (1820-1866) et la période actuelle (1950 à aujourd'hui).

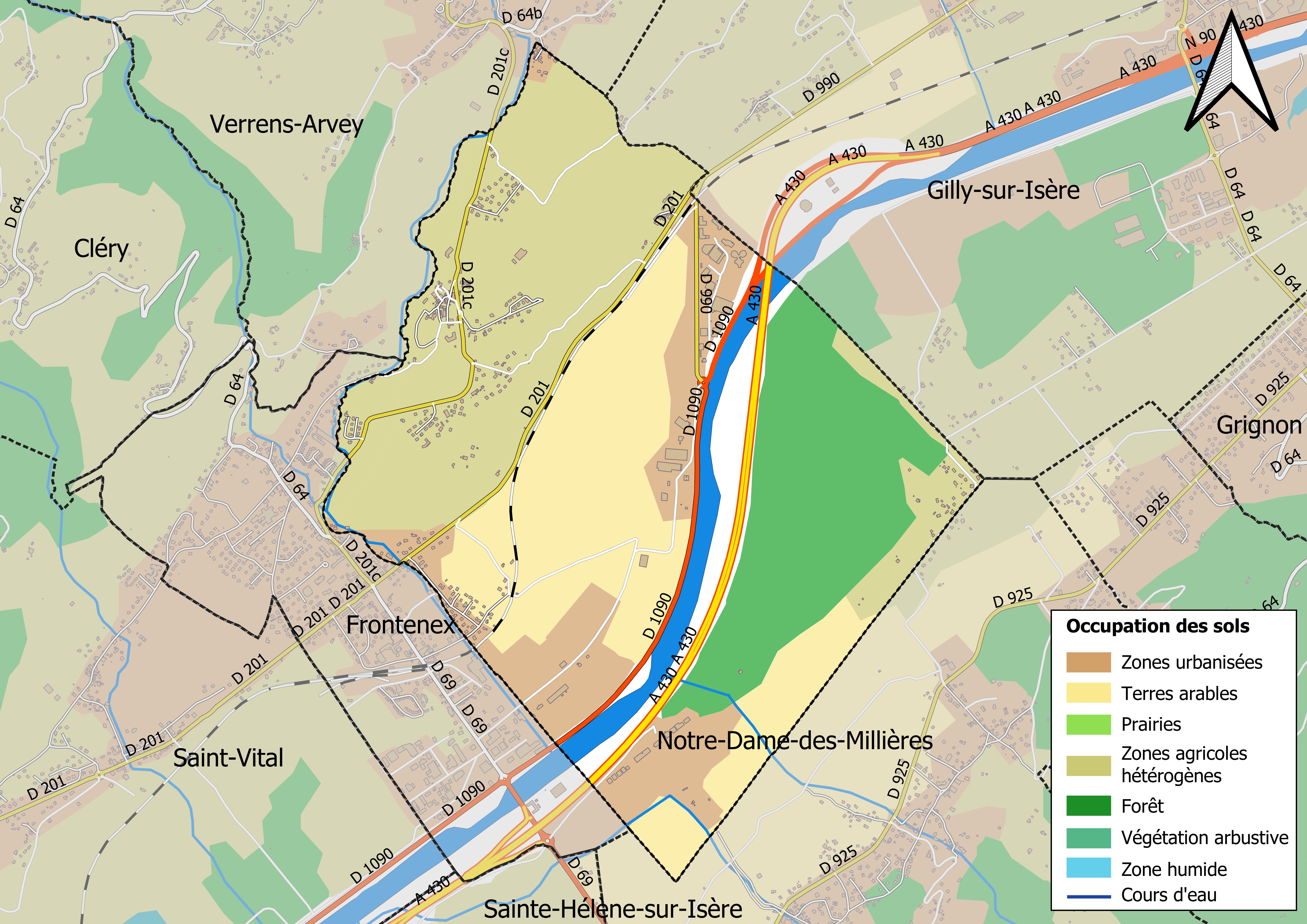
Carte des infrastructures et de l'occupation des sols en 2018 (CLC) de la commune.
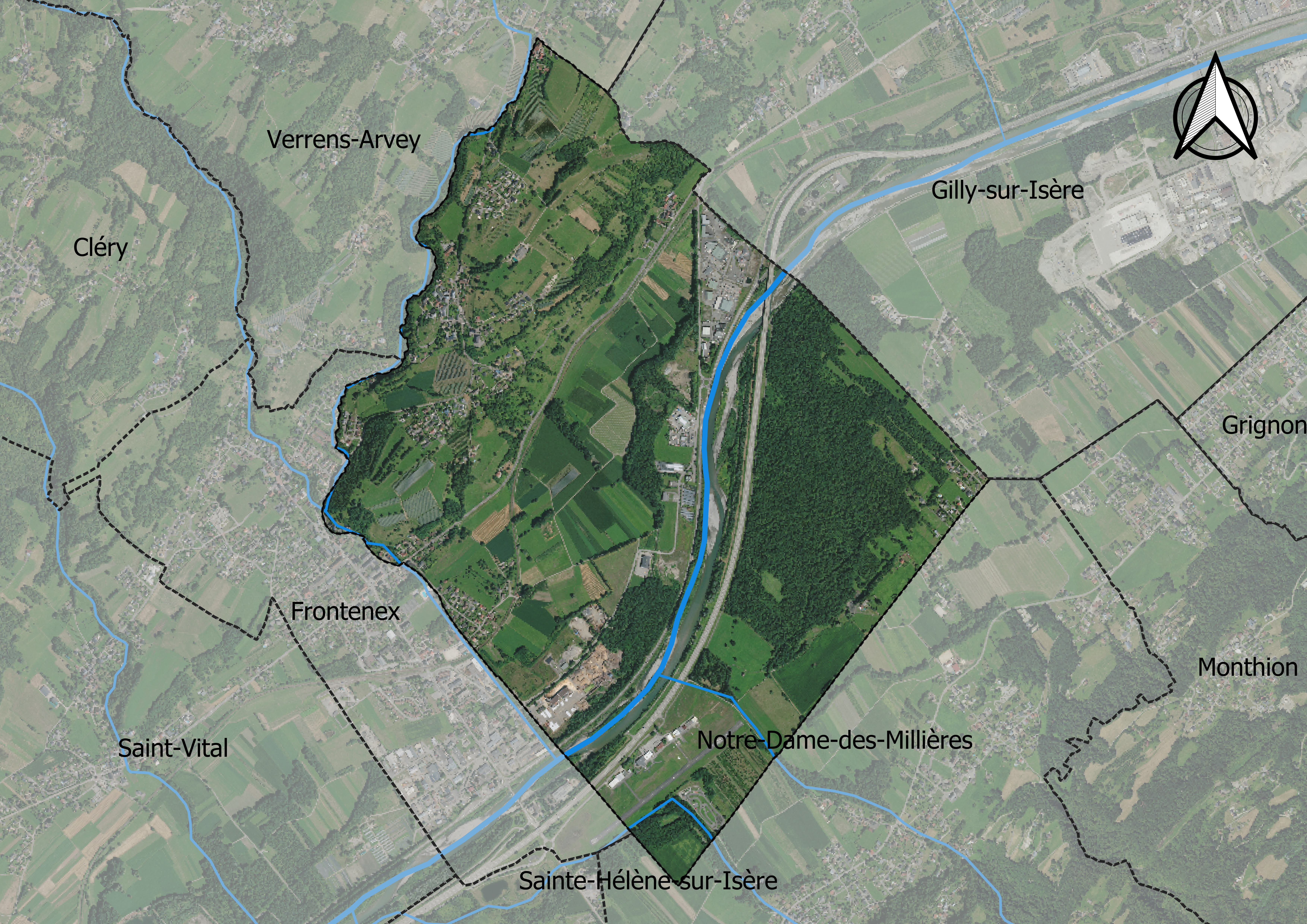
Carte orthophotogrammétrique de la commune.

## Toponymie
En francoprovençal, le nom de la commune s'écrit Tornon, selon la graphie de Conflans.

## Histoire
Au Moyen Âge, les seigneurs de Tournon, propriétaires de la motte castrale, donnent des terres pour la fondation de l'abbaye Notre-Dame de Tamié qui se trouve sur le territoire communal de Plancherine.
La paroisse est dédiée à saint Trophime. Trophime d'Arles aurait été le premier évêque d'Arles. Il s'agit du vocable pour l'ancienne chapelle castrale devenue église paroissiale. Toutefois, le toponyme de Saint-Romain « a [pu] fait dire que la première église paroissiale était dédiée à saint Romain ».

## Politique et administration

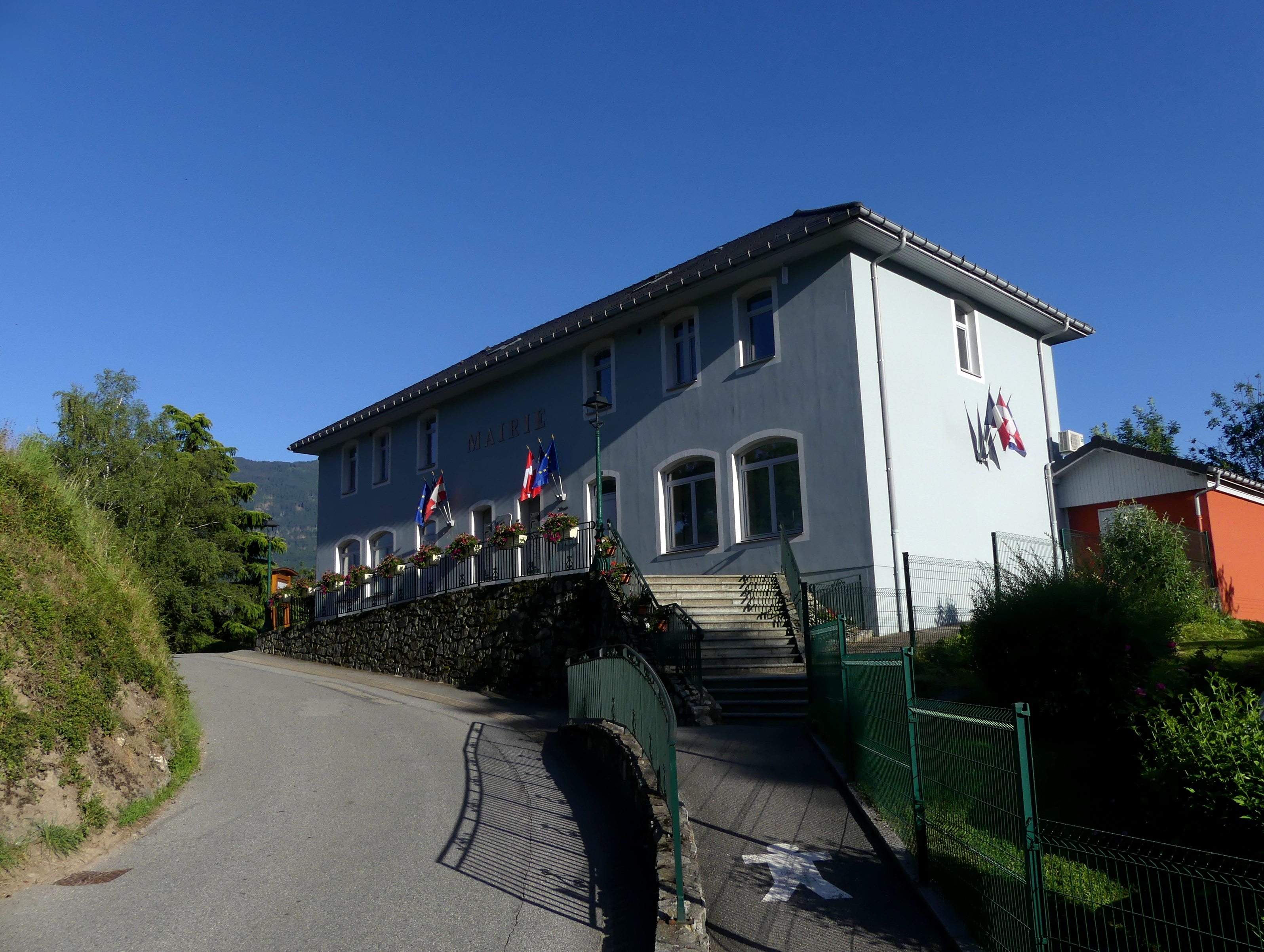
Mairie de Tournon.

| Période                                  | Période   | Identité       | Étiquette | Qualité                                  |
| ---------------------------------------- | --------- | -------------- | --------- | ---------------------------------------- |
| avant 1988                               | mars 2008 | Alain Lassiaz  | DVG       |                                          |
| mars 2008                                | En cours  | Xavier Tornier | PS        | Président de la CC Haute Combe de Savoie |
| Les données manquantes sont à compléter. |           |                |           |                                          |

## Démographie
Les habitants de la commune sont appelés les Tournonais,.
L'évolution du nombre d'habitants est connue à travers les recensements de la population effectués dans la commune depuis 1793. Pour les communes de moins de 10 000 habitants, une enquête de recensement portant sur toute la population est réalisée tous les cinq ans, les populations de référence des années intermédiaires étant quant à elles estimées par interpolation ou extrapolation. Pour la commune, le premier recensement exhaustif entrant dans le cadre du nouveau dispositif a été réalisé en 2005.

En 2022, la commune comptait 577 habitants, en évolution de −5,1 % par rapport à 2016 (Savoie : +3,63 %, France hors Mayotte : +2,11 %).
| 1793 | 1800 | 1806 | 1822 | 1838 | 1848 | 1858 | 1861 | 1866 |
| ---- | ---- | ---- | ---- | ---- | ---- | ---- | ---- | ---- |
| 219  | 256  | 300  | 308  | 322  | 319  | 346  | 328  | 312  |

| 1872 | 1876 | 1881 | 1886 | 1891 | 1896 | 1901 | 1906 | 1911 |
| ---- | ---- | ---- | ---- | ---- | ---- | ---- | ---- | ---- |
| 287  | 305  | 293  | 301  | 326  | 344  | 317  | 322  | 313  |

| 1921 | 1926 | 1931 | 1936 | 1946 | 1954 | 1962 | 1968 | 1975 |
| ---- | ---- | ---- | ---- | ---- | ---- | ---- | ---- | ---- |
| 282  | 260  | 250  | 263  | 236  | 241  | 237  | 236  | 250  |

| 1982 | 1990 | 1999 | 2005 | 2006 | 2010 | 2015 | 2020 | 2022 |
| ---- | ---- | ---- | ---- | ---- | ---- | ---- | ---- | ---- |
| 274  | 402  | 391  | 509  | 533  | 560  | 606  | 583  | 577  |

## Culture locale et patrimoine

### Lieux et monuments

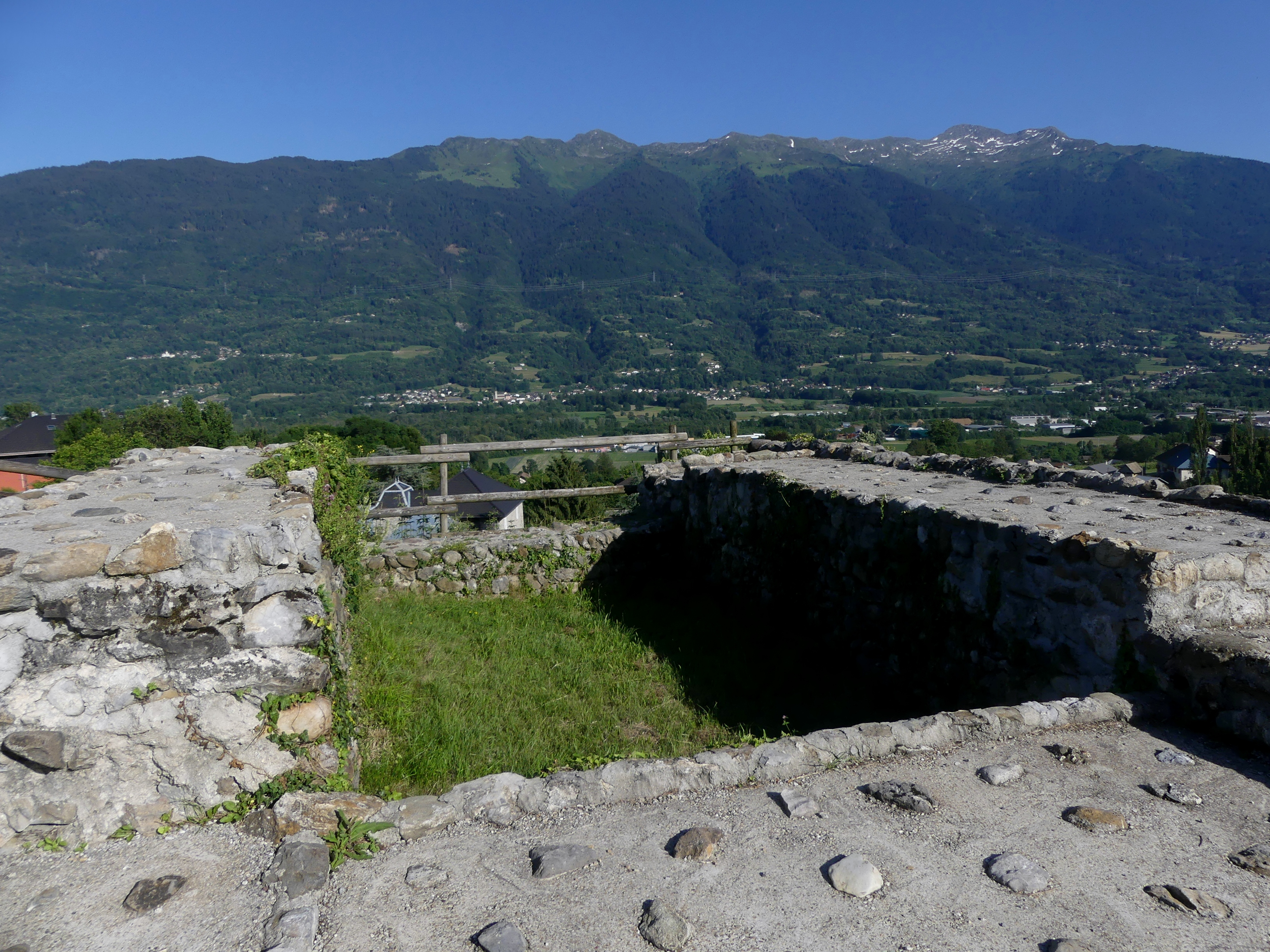
Ruines de la tour Motte du château.

La commune possédait un ancien château-fort dont il reste des éléments des XIVe et XIXe siècles. Ce dernier était le centre de la châtellenie de Tournon. L'ancienne chapelle castrale est devenue l'église paroissiale, dédiée à Saint-Trophime.
Autres lieux :
- L'aérodrome d'Albertville.

### Héraldique
| Blason de Tournon (Savoie) | Blason  | De sinople à la bande d'or chargée de trois lions de gueules posés à plomb, accompagnée, en chef, d'une croisette d'argent et, en pointe, d'un albanais (cygne) essorant du même, becqué et membré de gueules. |
| Blason de Tournon (Savoie) | Détails | Officiel, présent sur le site internet de la commune. |